# The Pirate Movie
The Pirate Movie (Romance de un pirata en México) es una película musical y de comedia de 1982, dirigida por Ken Annakin y protagonizada por Christopher Atkins y Kristy McNichol. La película está vagamente basada en la ópera cómica de Gilbert y Sullivan The Pirates of Penzance. La música original fue compuesta por Mike Brady y Peter Sullivan. Mientras que la película tuvo poco éxito luego de su lanzamiento, se ha convertido en un clásico de culto.

## Sinopsis
Mabel Stanley (McNichol), una chica introvertida que anhela popularidad, asiste a un festival de piratas llamado el Día del Pirata en su comunidad costera en Australia. El festival incluye una demostración de pelea con espadas llevada a cabo por un joven de cabello rizado (Atkins). Luego de seleccionar a la torpe Mabel ("nominada" por una de sus amigas) para que participase en el acto, el instructor la invita a subir a su barco para tener un verdadero paseo por los mares. Luego de enviarla a comprar hamburguesas para el viaje, las "amigas' de Mabel sabotean el viaje y al muchacho, el bote y las hamburguesas y parten sin ella. 
En un intento de atrapar a sus amigas y al chico de sus sueños, Mabel renta un pequeño bote de pesca (el cual no debía utilizarse en aguas profundas) armada con su estéreo portátil y es arrojada del barco en una tormenta repentina, llegando a una playa. Esto comienza el sueño/fantasía vívido de Mabel, el cual sucede un siglo antes. 
En su sueño, el instructor es Frederic, el joven aprendiz de los Piratas de Penzance, quien se encuentra celebrando su vigésimo primer cumpleaños con sus amigos piratas y su padre adoptivo, el Rey Pirata (Hamilton), a quien le simpatizan los huérfanos. Había vivido su vida entera en el mar hasta que sus padres habían sido asesinados por otros piratas, y nunca había visto una mujer con excepción de la enfermera del barco, Ruth. En lugar de aceptar la invitación de convertirse en un pirata de tiempo completo, Frederic anuncia que desea establecerse por sí mismo y jura, disculpándose con su familia pirata, destruirlos y matarlos para vengar a su familia. El Rey Pirata, también disculpándose, obliga a Frederic a bajar de su barco y subir a uno mucho más pequeño. Poco después, nada a una isla cercana luego de ver a dos hermosas mujeres jóvenes cantando y bailando en la costa. Cuando trata de saludarlas, las muchachas lo reconocen como pirata, se asustan y huyen. Desalentado, conoce a la hermana menor de las muchachas, Mabel (McNichol), quien es una joven aventurera y extrovertida, mientras que sus hermanas son más tímidas. Frederic se enamora de ella y le propone matrimonio, pero las reglas en la isla era que las hermanas debían casarse por orden de nacimiento, de la mayor a la menor. Antes de que Mabel pudiese intentar solucionar el problema, llega a la isla uno de los viejos amigos de Frederic, buscando mujeres y secuestra a todas las hermanas de Mabel. Frederic trata de pelear con el Rey de los Piratas, pero no tiene armas. Para su sorpresa, Mabel pelea valientemente ella misma con el Rey, pero es vencida rápidamente. Sin embargo, su padre, el General Stanley (Kerr), llega justo a tiempo y ruega misericordia, declarando que era un "huérfano". El Rey de los Piratas y todos los piratas, siendo huérfanos, no se ven capaces de lastimar a otro huérfano. Con reticencia, liberan a las hermanas Stanley y se van en paz, aunque anclan el barco fuera del puerto. 
Mabel le presenta a Frederic a su padre y le informa que desean casarse. El general le recuerda a Mabel la regla y le añade que incluso si esta no existiera, ella no podría casarse con Frederic, ya que él era pobre. Para ganar la simpatía de su padre, Mabel planea realizar una estratagema para que Frederic pudiese recuperar la fortuna de la familia Stanley de los piratas, quienes lo habían robado hacía pocos años. 
Esa noche, luego de que todos los piratas estuviesen durmiendo, Mabel y Frederic suben al barco. Mabel le pregunta a Frederic dónde está el tesoro, y él le dice que se había caído por la borda hacía unos años, aunque el Rey de los Piratas había creado un mapa y lo tenía tatuado en su espalda. Sin embargo, Frederic añade que nadie había visto el mapa jamás porque el Rey nunca se quitaba su camisa en público. Mabel envía a Frederic a buscar algo para escribir y le dice que la esperase fuera de la recámara del Rey, en una ventana. Luego, entra en la habitación del Rey Pirata simulando tener intenciones románticas. Finalmente, consigue que el pirata se quite su camisa, mientras que Frederic copia furiosamente el mapa, espiando desde la ventana. En un intento final por escapar, coloca una venda en los ojos del Rey mientras que, sin que lo supiese nadie, la enfermera (quien estaba enamorada del pirata) entra en silencio en la habitación. 
Al día siguiente, Mabel y Frederic siguen el mapa y recuperan el tesoro perdido. Se lo presentan orgullosamente al general Stanley, quien piensa que ya no tenía un ejército para defender la isla de la amenaza de los piratas, por lo que el tesoro simplemente volvería a ser robado en cuanto los piratas descubriesen que estaba perdido. Mabel anuncia que Frederic crearía un ejército, y lo envía a conseguirlo a caballo.
Sin embargo, Frederic, quien había vivido en el mar durante toda su vida, no sabía montar a caballo, por lo que cae constantemente de él. Repentinamente, aparece el Rey Pirata y ambos comienzan a pelear. Luego de una larga escena repleta de referencias cómicas a otras películas, Frederic finalmente gana. Luego aparece Ruth y los convence de dejar de pelear, recordándole al Rey el secreto que había estado guardando. Ante la curiosidad de Frederic, el Rey le muestra el contrato del Aprendizaje de Frederic de Piratería. El contrato declara el cumpleaños de Frederic como el 29 de febrero de 1856 (un año bisiesto). Frederic se desanima cuando descubre que su contrato vencía en su "vigésimo primer cumpleaños" y no en su "vigésimo primer año". Ya que su cumpleaños sólo tenía lugar una vez cada cuatro años, Frederic técnicamente tiene sólo cinco años de edad, y persiste bajo el efecto del contrato. Molesto por su sentido del honor y el deber, no tiene más opción que regresar con los piratas y contarles del plan de los Stanley de crear un ejército. Luego regresa a la casa de los Stanley para despedirse de Mabel. Cuando llega, ella trata de convencerlo de no regresar, pero el sentido del deber de Frederic es inamovible. Sin su amor de su lado, Mabel decide crear ella misma un ejército, y se marcha a buscar a la fuerza policial local. Luego de enterarse de que los piratas planeaban atacar, ellos la siguen, pero tratan de huir y esconderse. 
Esa noche, los piratas marchan hacia la finca Stanley. Mabel y sus hermanas se preparan para pelear contra los piratas junto a los cobardes policías, quienes se esconden, temerosos, en la enorme mansión. Cuando Frederic se separa de los otros piratas, entra a una armadura y ve que Mabel ya estaba escondida allí. Trata de besarla, pero Mabel no lo acepta, aunque deja claro que seguía enamorada de él. Nuevamente trata de convencer a Frederic de ayudarla a ella y a su familia, pero no tiene éxito. Acceden a ser enemigos para la pelea, despidiéndose con una triste canción de amores perdidos.
La batalla culmina en el salón principal de la casa, con Mabel llevando a cabo la defensa. Sin embargo, los Stanley y la policía no logran superar a los piratas. En un momento, Mabel y Frederic se encuentran atrapados con las espadas de cada uno en las gargantas del otro. Mirándose fijamente, se mueven para darse un último beso, pero en el último instante, Mabel golpea a Frederic con la rodilla, y mientras él cae ella dice: "La guerra es el infierno..." 
La pelea se pone a favor de los piratas, y el Rey Pirata ordena ejecutar a los Stanley. Mabel se libera de los piratas y "exige" un final feliz, admitiendo por primera vez que cree que todo es un sueño. Los piratas se ven confundidos, pero no tienen más opción que acceder (ya que, después de todo, era el sueño de Mabel). Buscando su "final", Mabel enfrenta a su padre y le pide que perdone a Frederic. El general se niega, pero convierte a Frederic en caballero.   
Sin embargo, el padre de Mabel declara que la regla del matrimonio debe continuar. Por lo tanto, para completar su final de cuento de hadas, Mabel rápidamente una a cada pirata con cada una de sus hermanas. Cuando llega al Rey Pirata, admite que sería un reto unirlo con otra persona. El Rey encierra a Mabel en sus brazos y le declara su amor, ya que piensa que es la mujer con la que había pasado la noche. Sólo cuando Ruth se adelanta y "acepta", el Rey se da cuenta de que se había enamorado de Ruth, y no de Mabel. 
Con todas las parejas formadas, Mabel y Frederic son libres para casarse, y tienen su "final feliz" con una gran canción y una escena de baile. 
Mientras tanto, de regreso en la playa, la verdadera Mabel despierta y descubre que tiene el anillo de bodas que Frederic le había dado en su sueño. En ese momento, el apuesto joven del cabello rizado la ve en la playa, se arroja a sus pies y la besa apasionadamente. Mabel, quien aún está conmocionada por su sueño, le pregunta si su nombre era Frederic. Él le asegura que no era quien ella pensaba que era, pero la toma en brazos para casarse con ella en una espléndida celebración, dándole a Mabel un verdadero "final feliz".

## Canciones deThe Pirate Movie
Polydor records lanzó un álbum con la banda sonora y los sencillos de esta película. 
| 1. "Opening Medley" - Piratas con Mike Brady 2. "We are the Pirates" - Ian Mason 3. "Stand Up and Sing" - Kool & the Gang 4. "The Chinese Battle" - Peter Sullivan & the Orchestra 5. "I Am the Pirate King I (Eloise's Song)" - Ted Hamilton, Eloise & the Pirates 6. "The Sisters' Song" - The Sisters 7. "First Love" - Kristy McNichol & Christopher Atkins 8. "The Chase" - Peter Sullivan & the Orchestra 9. "The Modern Major General" - Bill Kerr & the Cast 10. "Pumpin' and Blowin'" - Kristy McNichol 11. "The Duel" - Peter Sullivan & the Orchestra 1. "How Can I Live Without Her" - Christopher Atkins (también lanzada como sencillo) 1. "Hold On" - Kristy McNichol 1. "Tarantara" - Garry McDonald & the Policemen 1. "I Am the Pirate King II (Ship's Hold)" - Ted Hamilton & the Pirates 1. "Come Friends Who Plow the Sea" - Ted Hamilton & the Pirates 1. "Pirates, Police, and Pizza (Oh, My!)" - Peter Sullivan & the Orchestra 1. "Happy Ending" - Elenco 1. "I Am the Pirate King III (Instrumental)"- Peter Cupples Band 1. "Closing Medley" - The entire cast 1. "Opening Titles/Off to Pirate-y Thing School!" - Adam Jones 1. "...Back to Sailing Across the Sea." - Heather Holmes 1. "Set Sail for the Ultimate Adventure..." - Mike Ellis 1. "...And Introducing You To....Me! The King!" - Robert Nawrocki 1. "The BIG Dream of All No More!/Cards on Sea." - Chris Jackson 1. "The BIG Drink of All Time!/Pears on Sea." - Charlotte Olsen 1. "A Secret-Hidden Camera?/A Popcorn Meteor Coming." - Joe McWilliams 1. "A Secret-Hidden Telephono?" - Jill McFadden 1. "Just As You Wait, Elliot. Soon I Will Rule the Jolly Roger Flag. Me! Elosie. " - Bill Smith 1. "Just As You Wait, Joshua. Soon I Will Rule the Scurvy Dog Ways. Me! Alexander" - Ron Haljun 1. "Lunch/End Titles" - Christian Sigman 1. "What Can't a Baby Do?" 2. "Nicholas, Nicholas" 3. "Endangered Love" 4. "Wicker's Song" 1. Route 59 2. Billy Joe McGuffrey 3. Jonah 4. Babysitter in DeNile 5. Gideon 6. The Englishman Who Went Up The Hill (And Came Down With All The Bananas) |

## Nota histórica
La película fue realizada poco después del Central Park de Nueva York de 1980 y de la producción de Broadway de 1981 Los Piratas de Penzance producida por Joseph Papp, la cual llevó a la popularidad a los piratas de capa y espada como un género teatral. 

## Nominaciones
- Premios AFI

Nominada: Mejor Vestimenta (Aphrodite Kondos)
Nominada: Mejor Actor de Reparto (Garry McDonald)